# Francesco Della Monica
Francesco Della Monica (Vietri sul Mare, 23 giugno 1960) è un ex calciatore italiano, di ruolo centrocampista.

## Carriera
Cresciuto nella Juventus, , con la quale gioca una partita di coppa italia il 29 giugno 1977 andando anche in gol nella partita vinta contro il Vicenza, tra il 1977 e il 1979 gioca nella Juniorcasale, in Serie C. Nel 1979 viene acquisito dall'Avellino che lo cede subito alla Cavese, in Serie C1.

Della Monica (accosciato, secondo da destra) al Brescia nel 1988

Nel 1980 passa per un anno allo Spezia, e in seguito per due stagioni al Forlì, sempre in terza serie.
Nel 1983 si trasferisce alla Cremonese dove contribuisce alla promozione dalla Serie B; all'inizio della stagione seguente disputa 4 partite in Serie A con i grigiorossi, che poi nell'ottobre 1984 lo cedono all'Empoli.
Con i toscani, dopo due stagioni in Serie B, conquista nel 1986 la promozione in Serie A. Della Monica rimane in massima serie con la maglia azzurra per due anni: nel primo segna un gol (contro la Roma) in 26 incontri, mentre l'anno successivo scende in campo in 12 occasioni.
Nel 1988 passa al Brescia, in Serie B, mentre l'anno seguente viene acquisito dal Messina che lo cede immediatamente alla Salernitana, che aiuta a salire in Serie B.
Dal 1990 gioca in Serie C2 prima al Francavilla e poi alla Turris.
In carriera ha totalizzato 42 presenze e 1 rete in Serie A, e 104 incontri con 6 reti in Serie B.